# Volterrano
Cet article concerne le peintre italien du XVIIe siècle. Pour l'humaniste italien, voir Raffaello Maffei. Pour le peintre italien du XVIe siècle, voir Daniele da Volterra.

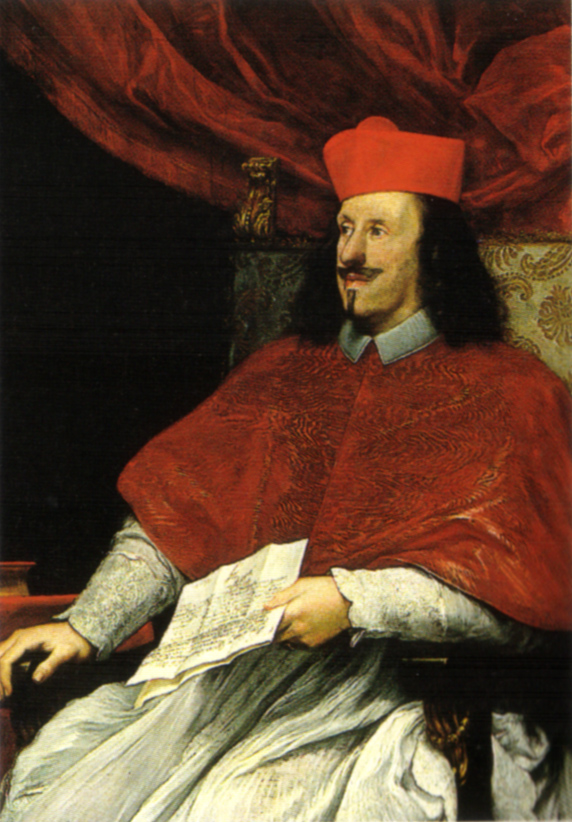
Portrait de Giovan Carlo de' Medici à la Galerie Palatine

Baldassarre Franceschini dit Volterrano (ou il Volterrano) , (né en 1611 à Volterra, dans la province de Pise en Toscane – mort à Florence le 6 janvier 1689) était un peintre italien  du XVIIe siècle, qui se rattache au maniérisme tardif de l'école florentine. Actif à Florence, à Volterra et à Rome, il a été très influencé par Pietro da Cortona.

## Biographie
Baldassarre Franceschini fait son apprentissage avec son père, sculpteur d'albâtre et étudie avec un artiste de la ville Cosimo Daddi. Son talent reconnu est sous-employé, le marquis Inghirami le place alors à 16 ans, sous le parrainage du peintre  Matteo Rosselli comme le sont Francesco Furini et Lorenzo Lippi. En à peine un an, il exécute des fresques comprenant des perspectives et ensuite des travaux pour la famille de Médicis dans la villa Petraia.
Il devient le protégé de Laurent de Médicis qui lui confie la décoration de la cour de la Villa Medicea La Petraia. Il y emploie les dessins réalisés par Giovanni da San Giovanni avant sa mort en 1636, et dont l'influence du modèle décoratif sur son travail à la villa Petraia est sensible
En 1652, Filippo Niccolini, projetant d'employer Franceschini sur les fresques de la coupole et de l'abside de sa chapelle dans Santa Croce à Florence, l'expédie en diverses régions de l'Italie pour qu'il améliore son style. Le peintre, dans cette tournée de quelques mois, prend un intérêt certain pour les écoles de Parme et de Bologne et dans le modèle romano-toscan de Pietro da Cortona dont il a fait la connaissance à Rome. Il  entreprend à son retour les peintures commissionnées par Niccolini: ce sont ses travaux les meilleurs et les plus connus.
il renouvelle à nouveau son style lors d'un voyage vers le nord avec une étape à Venise en 1663.
Parmi ses élèves on distingue Massimiliano Soldani-Benzi, Antonio Franchi, Benedetto Orsi, Michelangelo Palloni, Domenico Tempesti et Cosimo Ulivelli.
Il meurt d'une apoplexie le 6 janvier 1689.

## Œuvres
Meilleur peintre à fresque qu'à l'huile, ses travaux dans cette dernière technique ont fréquemment été laissés non finis, bien que certains travaux demeurent : ses images de coffret sont marquées par beaucoup d'invention ; Il a peint une scène d'Elias dormant pour un polyptyque en bois dans l'église de San Giusto à Volterra. Parmi ses meilleures peintures à l'huile  on compte son  saint Jean-Baptiste dans l'église de la Santa Chiara à Volterra et  la fresque dans la coupole de l'Annunziata à Florence, travail qui l'a occupé pendant deux années vers 1683.
- À la Galerie Palatine du Palais Pitti à Florence :
  - Les fresques  de la salle de l'Allégorie,
  - Ecce homo  à la salle de l'Aurore (1680-1683),
  - Amore venale e Amore dormente à la salle du Poêle
  - Amour endormi (1665-1670), fresque sur natte, 73 × 43 cm. Appartenait à Ferdinand II de Médicis[3]
  - Portrait de Giovan Carlo de' Medici
  - La Plaisanterie du curé Arlotto (1655), tempera sur toile, 107 × 150 cm. Peinte pour un gentilhomme de l'entourage de Don Lorenzo de Médicis, entré par la suite dans les collections du cardinal Charles de Medicis[3].
- Saint Philippe Neri et des anges, au Palais Niccolini, à l'Oratoire des Vanchetoni,
- une fresque de la voûte L'Enlèvement d'Élie à l'église Santa Maria Maggiore,
- Les plafonds de voûte (1664 et 1670), basilique de la Santissima Annunziata :
  - L'Assomption
  - Saint Philippe Benizi
  - Saint Jean l'Évangeliste,
  - La Trinité.
- les fresques La Vigilance et le Sommeil à la Villa Medicea di Castello,
- les fresques des ancêtres des Médicis (1637-1646), cour de la Villa Medicea La Petraia
- Finition de la fresque commencée par Giovanni da San Giovanni à l'église San Felice in Piazza,
- Les  décorations intérieures de la Villa di Poggio Imperiale
- Saint Pierre en gloire, avec la Foi, l'Espérance et la Charité, plafond de l'église San Pietro à Varlungo,
- Vierge à l'Enfant, Saint Jean l'Évangeliste et Pierre d'Alcantara, retable de l'église Santi Quirico, Lucia e Pietro d'Alcantara à Montelupo Fiorentino,
- Saint Luc et saint Louis, roi de France, église Sant'Egidio,
- La Vierge Marie couronnée par la Trinité et quatre Sibylles, coupole de la chapelle Niccolini, Basilique Santa Croce de Florence
- Martyre de sainte Cécile, église  San Paolino,
- Assomption de Marie (1677), église Santa Felicita
- Jésus servi par les anges, dessin à la sanguine, rehauts de blanc 34,2 × 48,4 cm, musée du Louvre, Paris,
- Tableaux au musée des beaux-arts de Bordeaux (huile) :
  - Apollon et Marsyas,
  - Apothéose d'Ovide
  - Moïse devant Pharaon
- Étude pour le frontispice de l’ouvrage Le Bellezze della città di Firenze, palais des beaux-arts de Lille
- Mariage mystique de sainte Catherine, cathédrale Notre-Dame de Rouen (chapelle Sainte-Colombe)
- Intercession de San Filippo Benizi, sanguine, 39,5 × 25,6 cm, Paris, Beaux-Arts de Paris, inv. no EBA 8458[4],[5].